# Inga amazonica
Inga amazonica är en ärtväxtart som beskrevs av L.Cardenas. Inga amazonica ingår i släktet Inga och familjen ärtväxter.

## Underarter
Arten delas in i följande underarter:
- I. a. amazonica
- I. a. bracteifera
- I. a. lomatophylla
- I. a. membranacea